# 李昆沢
李 昆沢（り こんたく、リー クンゼー、1964年〈民国53年〉4月29日 - ）は、中華民国（台湾）の政治家。民主進歩党所属の立法委員。

## 経歴
1996年の国民大会代表選挙で初当選した。
2004年の第6回立法委員選挙では高雄市第一選挙区から出馬し、初当選した。
2008年の第7回立法委員選挙では、選挙区再編により高雄市第三選挙区から出馬したが、国民党候補に敗れた。
2010年、高雄市第四選挙区の陳啓昱が立法委員を辞職することに伴い行われる補欠選挙で、李昆沢が出馬する意向を表明していたが、林岱樺も出馬する意向を表明したことから、撤退し林を応援した。
2012年の第8回立法委員選挙では、高雄市第六選挙区から出馬し再選を目指した国民党候補を破り当選した。2016年の第9回立法委員選挙でも再選された。
2020年の第10回立法委員選挙では、選挙区再編により高雄市第五選挙区から立候補し12万票以上を獲得し再選された。
2024年の第11回立法委員選挙でも、国民党候補を破り、再選に成功した。

## 選挙記録
| 年度 | 選挙                  | 選挙区           | 所属政党   | 得票数  | 得票率 | 当選       | 注釈 |
| ---- | --------------------- | ---------------- | ---------- | ------- | ------ | ---------- | ---- |
| 1996 | 第3回国民大会代表選挙 | 高雄市第一選挙区 | 民主進歩党 | 41,501  | 10.72% |            |      |
| 2004 | 第6回立法委員選挙     | 高雄市第一選挙区 | 民主進歩党 | 55,126  | 15.16% |            |      |
| 2008 | 第7回立法委員選挙     | 高雄市第三選挙区 | 民主進歩党 | 49,392  | 42.71% |            |      |
| 2012 | 第8回立法委員選挙     | 高雄市第六選挙区 | 民主進歩党 | 81,477  | 52.80% |            |      |
| 2016 | 第9回立法委員選挙     | 高雄市第六選挙区 | 民主進歩党 | 83,986  | 58.94% |            |      |
| 2020 | 第10回立法委員選挙    | 高雄市第五選挙区 | 民主進歩党 | 123,239 | 52.27% | 選挙区再編 |      |
| 2024 | 第11回立法委員選挙    | 高雄市第五選挙区 | 民主進歩党 | 108,735 | 50.57% |            |      |